# Estación de Tuileries (Suiza)
La estación de Tuileries es un apeadero ferroviario ubicado en la comuna de  Bellevue, Suiza.
Al apeadero se puede acceder desde la calle Route des Romelles, en el sur del núcleo urbano de Bellevue. En términos ferroviarios, el apeadero se sitúa en la línea Ginebra - Lausana, que por esta zona cuenta con tres vías debido a la intensidad del tráfico ferroviario. Tiene un único andén, al que acceden una vía, en la que paran los trenes en el apeadero, que está conectada con la línea Ginebra - Lausana, y en la que paran los trenes Regio con destino Coppet, el único servicio ferroviario con el que cuenta la estación.
Junto al apeadero hay una subestación eléctrica para alimentar a la catenaria de la línea férrea y las dependencias ferroviarias colaterales del apeadero son los apeaderos de Chambésy en dirección Ginebra y Genthod-Bellevue hacia Lausana.

## Servicios Ferroviarios
En la estación sólo efectúan parada los trenes Regio que tienen con destino Coppet procedentes de Lancy-Pont-Rouge y de Ginebra:
- R Lancy-Pont-Rouge - Ginebra-Cornavin - Versoix - Coppet. Tiene una frecuencia de 30 minutos los días laborables, que asciende a una hora los fines de semana y festivos, con un amplio horario que comienza a las 5 de la mañana y finaliza pasada la medianoche.[1]